# Krzysztof Kuczkowski
Krzysztof Kuczkowski (ur. 31 maja 1955 w Gnieźnie) – polski poeta, autor szkiców i recenzji, juror konkursów poetyckich, wykładowca warsztatów poetyckich.

## Życiorys
Absolwent filologii polskiej na Uniwersytecie im. Adama Mickiewicza w Poznaniu (1974–1978). W roku 1993 założył w Sopocie dwumiesięcznik literacki „Topos”, którego jest redaktorem naczelnym. W latach 1995–2005 był również sekretarzem redakcji, a później redaktorem naczelnym Magazynu Muzyków „Gitara i Bas”. Redaktor serii książek „Biblioteka Toposu”. Jeden z inicjatorów i juror Ogólnopolskiego Konkursu Poetyckiego im. Rainera Marii Rilkego, organizator i dyrektor Festiwali Poezji w Sopocie. Zredagował antologie poezji Podróż do Gdańska (2009) i Six Poets: Twenty-eight Poems, Sześciu poetów: dwadzieścia osiem wierszy (2011). Współautor antologii Konstelacja Toposu (2015) i Konstelacja Topoi o rzeczach najważniejszych. Wybór tekstów krytycznych (2017). Autor słuchowiska radiowego: „Opowieść o Truposzu” (2008) oraz performance (wspólnie z muzykiem i wokalistą Romanem Puchowskim, debiut sceniczny – 2007) pod tym samym tytułem. Na antenie Radia Gdańsk od 2017 roku prowadzi z poetą Tadeuszem Dąbrowskim cykliczną audycję edukacyjno-popularyzatorską „Po pierwsze wiersze”. Żona, Ewa Kuczkowska (z domu Laskowska), poetka i tłumaczka z języka francuskiego (głównie prozy i dramatów Rolanda Topora). Jego młodszy brat, Sławomir Kuczkowski (1965–2009), był poetą i twórcą teatru. 

## Nagrody i wyróżnienia
- Nagroda Prezydenta Miasta Sopotu Sopocka Muza za wybitne osiągnięcia w dziedzinie kultury (1996)
- Nagroda „Wiatru od Morza” za uruchomienie i redagowanie czasopisma „Topos” i serii „Biblioteka Toposu” (1997)
- Nagroda Specjalna Ministra Kultury i Dziedzictwa Narodowego (2007)
- Nagroda Marszałka Województwa Pomorskiego z okazji 15-lecia „Toposu” za stworzenie, kształtowanie i kierowanie pismem (2008)
- Srebrny Medal „Zasłużony Kulturze Gloria Artis” (2008)[17]
- Nagroda Nowej Okolicy Poetów za dorobek poetycki (2008)
- Nagroda FENIKS Stowarzyszenia Wydawców Katolickich za serię Biblioteka „Toposu” (2017)
- Medal Koronacyjny za zasługi dla kultury Gniezna (2017)[18]
- Złoty Medal „Zasłużony Kulturze Gloria Artis” (2018)[17]
- Nagroda Literacka im. ks. Jana Twardowskiego za Ruchome święta (2018)
- Nagroda Poetycka im. K.I. Gałczyńskiego ORFEUSZ HONOROWY za tom Ruchome święta (2018)[19]
- nominacja do Nagrody Literackiej im. Józefa Mackiewicza za tom Ruchome święta (2018)
- nominacja do Nagrody Poetyckiej im. Krystyny i Czesława Bednarczyków za tom Ruchome święta (2018)
- Ogólnopolska Nagroda Literacka im. Franciszka Karpińskiego (2018)
- Nagroda „Pro Ecclesia et Populo” (2019)
- nominacja do Nagrody Poetyckiej im. K.I. Gałczyńskiego ORFEUSZ za tom Sonny Liston nie znał liter (2019)[20]
- Galernik Sztuki - Nagroda Artystyczna Galerii Autorskiej Jana Kaji i Jacka Solińskiego (2019)[21][22][23]